# Băng tải

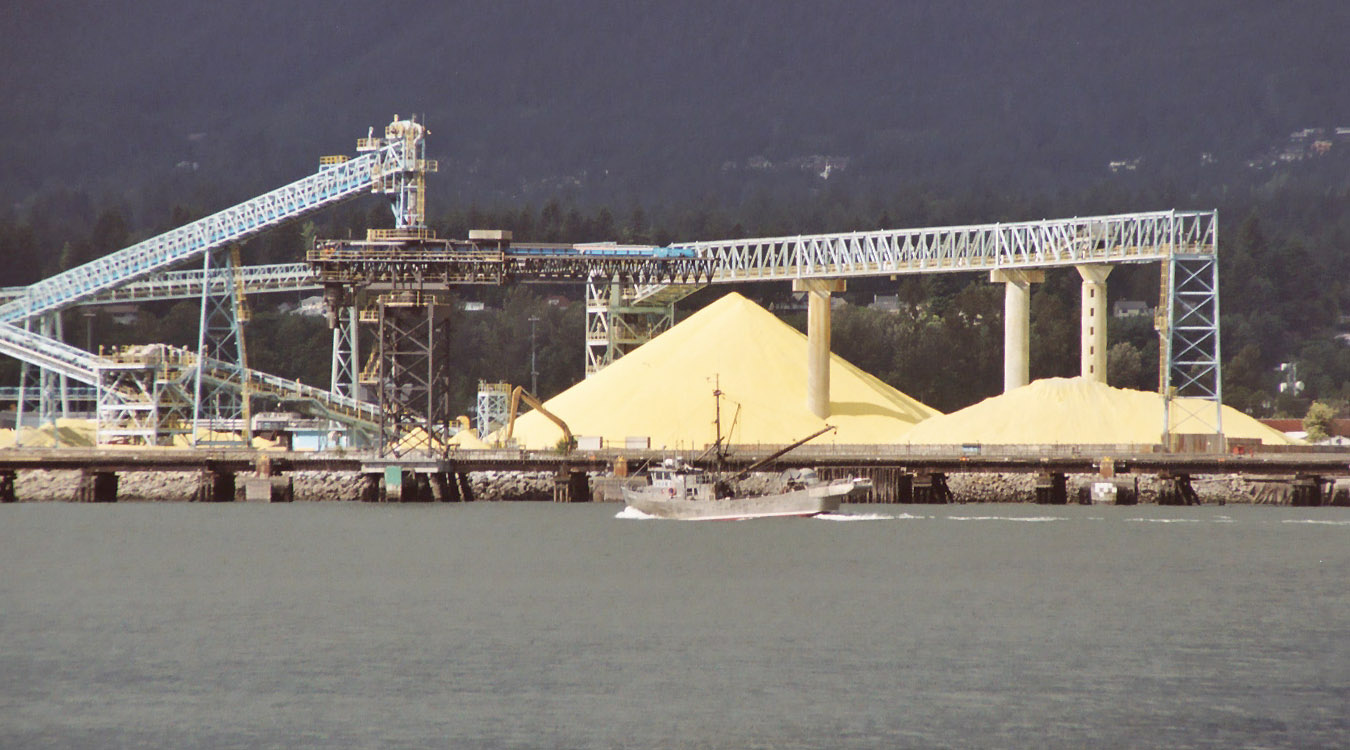
Hình ảnh một hệ thống băng tải vận chuyển lưu huỳnh

Băng tải là một thiết bị cơ khí dùng để vận chuyển vật liệu, hàng hóa từ vị trí này đến vị trí khác. Băng tải có cấu tạo đơn giản nhưng lại có hiệu quả vận chuyển cao, được ứng dụng rộng rãi trong nhiều lĩnh vực khác nhau.

## Tổng quan

Điểm tiếp xúc giữa dây đai truyền động và ròng rọc là nơi truyền lực từ động cơ đến vật được vận chuyển.

Băng tải là thiết bị vận chuyển bền bỉ, đáng tin cậy được sử dụng trong phân phối và kho bãi tự động, cũng như các nhà máy sản xuất. Kết hợp với hệ thống pallet di chuyển theo điều khiển máy tính, băng tải giúp tăng hiệu quả phân phối bán lẻ, bán buôn và sản xuất. Đây được coi là một hệ thống tiết kiệm nhân công, cho phép khối lượng lớn vật liệu di chuyển nhanh chóng trong quá trình, giúp các công ty vận chuyển hoặc nhận hàng với khối lượng lớn hơn trong không gian lưu trữ nhỏ hơn và chi phí lao động thấp hơn.

## Cấu tạo
Dây đai thường có ba lớp: lớp phủ, lõi và lớp phủ. Lớp phủ bảo vệ lõi và tạo hình cho dây đai. Lõi cung cấp độ bền kéo và khả năng chống cắt, rách và va chạm. Các vật liệu lõi phổ biến là thép, polyester, nylon, cotton và aramid. Lớp phủ có thể là cao su hoặc nhựa, tùy thuộc vào mục đích sử dụng của dây đai.
Dây băng tải bằng thép có độ bền cao nhất, lên tới 10.000 N/mm. Polyester, nylon và cotton có độ bền thấp hơn, trong khi aramid có độ bền trung bình, từ 630 đến 3.500 N/mm. Aramid có nhiều ưu điểm, như tiết kiệm năng lượng, tuổi thọ cao và năng suất tốt. Tại Trung Quốc, một dây băng tải aramid dài 3.400 mét đã tiết kiệm được 15% năng lượng. Tập đoàn Shenhua đã lắp đặt một số dây băng tải aramid khác, bao gồm một dây băng dài 11.600 mét.

## Lịch sử
Băng tải đã có từ thế kỷ 19, nhưng phải đến những năm 1890, Thomas Robins mới phát minh ra loại băng tải hiện đại đầu tiên. Băng tải của Robins được sử dụng để vận chuyển than, quặng và các sản phẩm khác. Năm 1901, Sandvik bắt đầu sản xuất băng tải bằng thép, giúp tăng độ bền và khả năng chịu tải của băng tải. Năm 1905, Richard Sutcliffe phát minh ra loại băng tải đầu tiên được sử dụng trong hầm mỏ than, cách mạng hóa ngành khai thác. Năm 1913, Henry Ford đưa dây chuyền lắp ráp băng tải vào nhà máy Highland Park của mình, giúp tăng năng suất sản xuất. Kể từ đó, băng tải đã được cải tiến và ứng dụng rộng rãi trong nhiều ngành công nghiệp khác nhau. Năm 1972, hiệp hội REI của Pháp đã tạo ra băng tải thẳng dài nhất thế giới tại thời điểm đó ở New Caledonia, với chiều dài 13,8 km.
Năm 1957, B. F. Goodrich cấp bằng sáng chế cho băng tải dải Möbius, có tuổi thọ cao hơn do toàn bộ bề mặt tiếp xúc với lực mài mòn. Tuy nhiên, loại băng tải này không còn được sản xuất do băng thông thường có thể được chế tạo bền hơn bằng cách ghép nhiều lớp vật liệu. Năm 1970, Intralox đăng ký bằng sáng chế cho băng tải mô-đun hoàn toàn bằng nhựa.

## Ứng dụng
Băng tải là thiết bị vận chuyển vật liệu bằng cách di chuyển vật liệu trên một bề mặt phẳng, thường được làm bằng PVC hoặc cao su. Băng tải có nhiều loại khác nhau, được thiết kế để vận chuyển các loại vật liệu khác nhau.

### Băng tải dài nhất thế giới

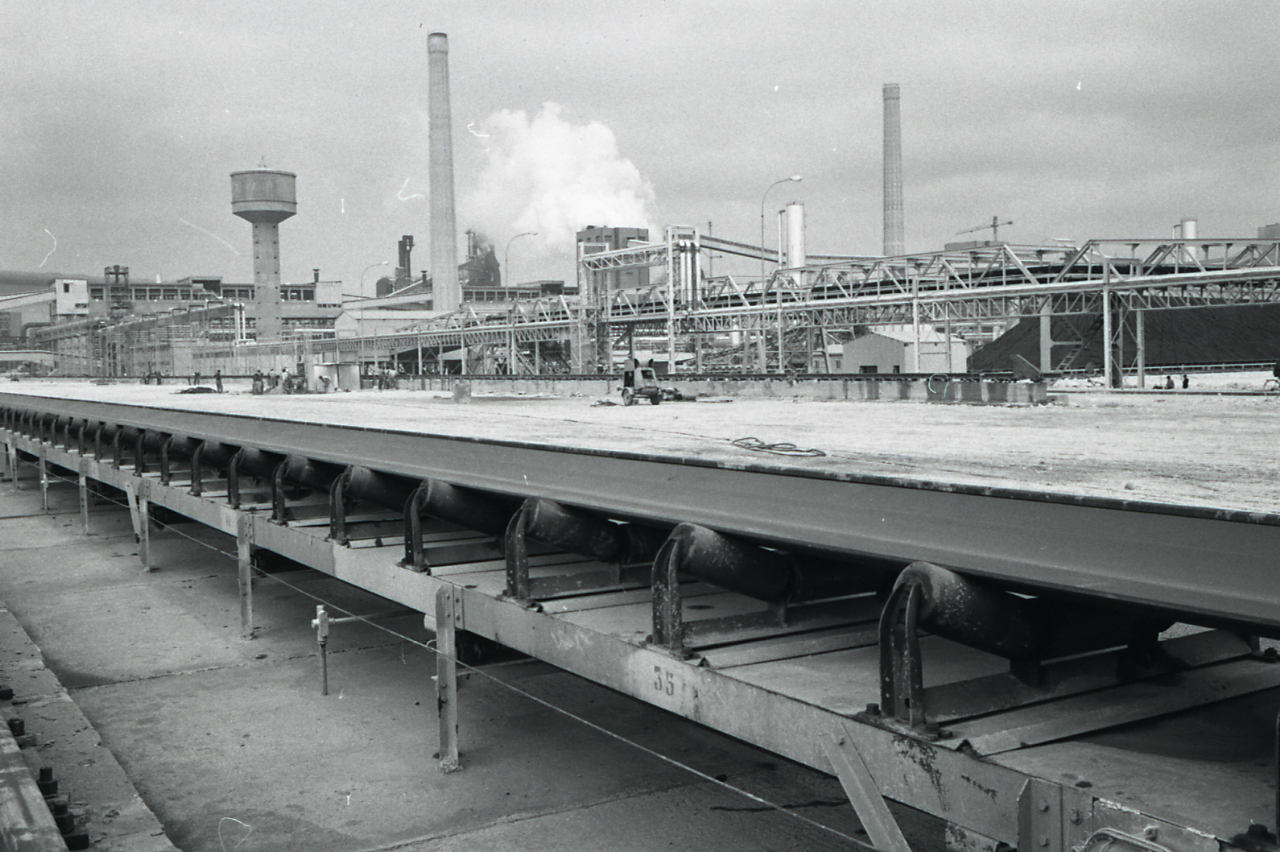
Taranto, Paolo Monti, 1964

Băng tải dài nhất thế giới nằm ở Tây Sahara, với chiều dài khổng lồ 98 km (tương đương 61 dặm). Hệ thống này được xây dựng vào năm 1972 bởi Friedrich Krupp GmbH và chạy từ mỏ phốt phát Bu Craa đến bờ biển phía nam El-Aaiun.
Sân bay quốc tế Dubai là sân bay bận rộn nhất thế giới, với lượng hành khách trung bình hàng năm là hơn 88 triệu người. Để đáp ứng nhu cầu vận hành hành lý khổng lồ của sân bay, một hệ thống băng tải dài tới 63 km (tương đương 39 dặm) đã được lắp đặt.
Băng tải Impumelelo gần Secunda, Nam Phi, là băng tải máng đơn dài thứ hai thế giới với chiều dài 26,8 km. Băng tải Curragh dài 20 km gần Westfarmers, Queensland, Úc là băng tải máng đơn dài thứ ba thế giới. Băng tải đơn dài nhất thế giới nằm ở khu vực Meghalaya của Ấn Độ và kết nối với nhà máy xi măng tại Chhatak, Bangladesh. Băng tải dài khoảng 17 km (11 dặm), vận chuyển đá vôi và đá phiến với tốc độ 960 tấn mỗi giờ (tương đương 1.060 tấn Mỹ mỗi giờ).

### Hệ thống an toàn băng tải
Ở Hoa Kỳ, Cơ quan Quản lý An toàn và Sức khỏe Nghề nghiệp (OSHA) đã ban hành các quy định về an toàn băng tải. Quy định OSHA 1926.555 quy định các yêu cầu cụ thể đối với hệ thống an toàn băng tải, bao gồm: Cơ chế dừng khẩn cấp phải được lắp đặt ở các vị trí dễ tiếp cận. Báo động cảnh báo phải được lắp đặt ở các vị trí dễ nghe. Băng tải phải được kiểm tra và bảo trì thường xuyên.